# Synema flexuosum
Synema flexuosum är en spindelart som beskrevs av Dahl 1907. Synema flexuosum ingår i släktet Synema och familjen krabbspindlar. Inga underarter finns listade i Catalogue of Life.